# Zora Kolínska
Zora Kolínska (27. července 1941 Kráľova Lehota – 17. června 2002 Bratislava) byla slovenská zpěvačka, herečka, bavička, moderátorka a podnikatelka.

## Životopis
Zora Kolínska měla staršího bratra Ctibora. V roce 1945 se rodina přestěhovala do Popradu. Zde začala chodit do základní školy. Když jí bylo osm let, tak jí při havárii zemřela matka. Později se její otec podruhé oženil a s novou manželkou se jim narodila Lívie, její mladší sestra. Na základní škole recitovala na školních slavnostech a vyhrávala soutěže v recitaci. Střední školu vystudovala ve Šrobárově ulici v Košicích. Absolvovala studium na VŠMU v Bratislavě.
V letech 1963–1965 se stala členkou divadla v Trnavě. Mezi lety 1966 a 1968 účinkovala v Divadle poezie. Zde kromě hraní vystupovala i jako zpěvačka v kabaretních programech Milana Lasici a Júlia Satinského. V roce 1968 se umístila v anketě Zlatý slavík na osmém místě. Později bylo Divadlo poezie přejmenováno na Divadlo na Korze, ze kterého odešla v roce 1971 do Činohry Nové scény v Bratislavě. Hrála zde všechny druhy rolí od komických přes groteskní až po vážné. Stala se jednou ze zakládajících členek Divadla Astorka Korzo '90. Často vystupovala s Ivanem Krajíčkem, se kterým nazpívala i pár duetů. Mezi kolegy, se kterými vystupovala, patřili například: Zita Furková, Magda Vášaryová, Stano Dančiak, Martin Huba, Marián Labuda, Juraj Kukura, Milan Kňažko.
Po roce 1989 se začala věnovat podnikání, vlastnila obchod s nábytkem. Výstavní prodejnu měla v Domě novinářů v Kapucínské ulici v Bratislavě. Neprodávala jen průmyslově vyráběný nábytek, prodávala i nábytek individuálně vyráběný na zakázku.
V 90. letech 20. století pravidelně vystupovala v pořadu Ivana Krajíčka Repete. Po jeho smrti v roce 1997 převzala moderování tohoto pořadu a jako jeho moderátorka byla stejně úspěšná jako on.
Jejím prvním manželem se stal Milan Lasica. Svatbu měli v den její promoce na Vysoké škole múzických umění. Po osmi letech se rozvedli. Později se jejím partnerem na sedm let stal Juraj Kukura. Poté se seznámila s lékařem Igorem Petrem, se kterým žila až do konce svého života, krátce předtím, než zemřela, se po šestadvacetiletém soužití vzali.

## Ocenění
- soutěž Vyberte si pesničku – první místo s písní – Skús objať dym
- Třikrát ocenenie za najkreatívnejšiu expozíciu – (jako podnikatelka)
- 1998 cena divadelních kritiků – DOSKY 98 (za nejlepší ženský herecký výkon v inscenaci divadla – Scény z domu Bessemenovců)
- 1998 Žena roku Slovenky (časopis)

## Účinkování v hudebních programech
- Malá televízna hitparáda
- Vtipnejší vyhráva
- Smiem prosiť
- Repete
- Nestárnuce melódie

## Divadelní postavy
- Jožko Púčik a jeho kariéra – Vierka
- Kocúrkovo II. – Trasorítka
- Mandragora – Sostrata
- Don Juan – Doňa Elvíra
- Misantrop – Celimena
- Tři sestry – Máša
- Strýček Váňa – Jelena Andrejevna
- Zvony na nedeľu (pásmo poezie Miroslava Válka – zpívaná poézie)
- A lístie padá (pásmo poezie Vladimíra Reisela – zpívaná poezie)
- Ťululum – Lucienna Vatelinová (hudební komedie – režie Ivan Krajíček)
- Brouk v hlave

## Muzikálové postavy
- Loď komediantů – Elle

## Filmografie
- Pán profesor odchádza (TV film)
- Volanie démonov
- Tri priadky (TV film)
- 1964 Charleyho teta – Ella Delahayeová (TV film)
- 1965 Odhalenie Alžbety Báthoryčky – Božena
- 1968 Stopy na Sitne – Judita
- 1974 Viktória Régia – Petra (TV film)
- 1976 Mario a kouzelník – Meydenová (TV film)
- 1978 Smoliari – Stoláriková
- 1978 Deti z tehlového dvora (TV film)
- 1979 Dôsledne ukrývané dokumenty (TV film)
- 1980 Prvé lásky (TV film)
- 1981 Mizantrop (TV film)
- 1983 Deravé vrecko (TV film)
- 1983 Jožko Púčik a jeho kariéra (TV film)
- 1984 Sladké starosti – Tereza, Baluchova žena (TV film)
- 1984 Výlet po Dunaji (TV film)
- 1984 Volanie démonov (TV film)
- 1985 Straty a nálezy (TV)
- 1985 Čaj u pána senátora (TV)
- 1985 Victoria Regia (TV)
- 1985 Albert – Anna Ivanovna (TV film)
- 1985 Sršne v úli (TV seriál)
- 1986 Don Carlos (TV film)
- 1986 Alžbetin dvor (TV seriál)
- 1988 Don Juan (TV film)
- 1988 Tri priadky (TV film)
- 1990 Šípková Ruženka – dvorní dáma
- 1993 Zurvalec (TV)

## Diskografie
- 1971 Verše písané na vodu – Opus, LP
- 1972 „Stará doba“ (Marián Varga / Kamil Peteraj), Zora Kolínska, Collegium Musicum, SP,    B-strana SP „Taká, taká som“ (Opus 90 43 0203, 1972)
- 1995 Taká som – Opus, CD
- 2007 20 naj – Opus EAN 8584019 275021, CD

1. „Keď bola v móde polka / Časy úsmevné (Ay no digas)“
2. „Taká, taká som (Taka, taka tak)“
3. „Ponáhľaj sa za ozvenou (Never Grow Old)“
4. „Každý deň (Deux garcons pour une fille)“
5. „Modrá serenáda (Serenade In Blue)“
6. „Prvý pohľad“
7. „Cesta do neba“
8. „Tichý hlas“
9. „Moje piesne“
10. „Tiahnu vozy (Jada wozy kolorowe)“
11. „Dnes je svadba strieborná (Ya no piensas)“
12. „Skús objať dym“
13. „Uspávanka“
14. „Sem tam / Porucha“
15. „Malá nočná hudba“
16. „Verše písané na vodu“
17. „Červené jabĺčko“
18. „Nočná ruža (Something Stupid Love)“
19. „U nás na Vianoce“
20. „Zabúdaj“

## Kompilace
- Medovníkový domček, Trojruža – Ista (účin.: Zora Kolínska, M. Tomanová, Eva Rysová, Martin Gregor, Magda Vášáryová, Ľubo Roman)
- (1977) Drevená krava – Opus (Na námět lidových pohádek ze sbírky Pavla Dobšinského, účinkují: Karol Čálik, Marián Gallo, Oldo Hlaváček, Eva Krížiková, Zora Kolínska, Gustáv Valach, Ivan Krajíček, Ivan Stanislav)
- 1978 Nestarnúce malódie – Opus, LP (reedice CD – 2006)
- 1979 Smoliari – Opus
- 1979 Rozprávkoví stopári – Opus
- 1988 O veternom kráľovi – Opus (na motivy lidové pohádky – účin. Štefan Kvietik, Maroš Kramár, Zdena Studenková, Zora Kolínska, Božidara Turzonovová, Andrej Hryc, Ivan Stanislav)
- 1992 Snívaj mi v náručí – RB, Radio Bratislava, MC
- 1993 Repete 1 – H&V Jumbo records – 12. „Zabúdaj, zabúdaj“
- 1993 Repete 2 – H&V Jumbo records – 14. „Keď bola v me polka“
- 1995 Repete 4 – Ena records – 11. „Uspávanka“
- 1995 Repete 5 – Ena records – 08. „Nočné ruže“ – Ivan Krajíček a Zora Kolínska
- 1995 Repete 8 – Ena records – 06. „Dnes je svadba strieborná“
- 1995 Repete Gala – Ena records – 10. „Keď bola v me polka“
- 1995 Repete Gala 2 – Ena records – 08. „Taká som“ / 14. „Tiahnu Vozy“
- 1998 Nič nové na svete – RB – Radio Bratislava (MC)
- 2002 Hvězdy nad Bromem – FR centrum FR 0046-2 EAN 8594046 745299 – Orchester Gustava Broma – 25. Pod plášťom hviezd – Zora Kolínska a Jezinky
- 2005 Retrohity – Slovak Radio records – 04. „Taká, taká som“
- 2006 Soirée – Milan Lasica & Július Satinský I. – A.L.I. (DVD, Zora Kolínska – účinkování a zpěv)
- 2006 Tri prasiatka – Ista (účin. Zora Kolínska, E. Tomanová, Soňa Valentová, Michal Dočolomanský, Július Satinský)
- 1978 Nestarnúce malódie – Opus EAN 8584019 070923, CD (reedice LP z 1978) – „Ešte sa nevydám“ / „Široká cestička“ / „Nerob si starosti, Miško“ / „Pýtala sa mamička“ / „Poľovníček“ / „Ja som mladá vdova“
- 2007 Najkrajšie piesne Gejzu Dusíka – Opus EAN 8584019 276523, CD – 16. „Až naše šťastie odletí“ – Zora Kolínska a Peter Sedlák / 19. „Keď harmonika tíško znie“
- 2007 Největší slovenské hity 60. a 70. let – Popron Music – 11. „Prvý pohľad“
- 2007 20 naj retro Vianoce – Opus – 05. „U nás na Vianoce“ / 11. „Barokový anjel“ / 20. „Tichá noc, svätá noc“